# Diceosine
Diceosine ou Dikaiosýnê (em grego Δικαιοσύνη), na mitologia grega, era a daemon que personificava a conduta justa e correta dos homens em sua vida diária, diferente de Dice, a justiça legal, baseada em leis propostas por uma sociedade. Poderia ser filha de Nix, sem união sexual, de Nomos, a lei, e Eusébia, a piedade, ou possivelmente uma filha de Zeus.